# The Literary Gazette
The Literary Gazette est une revue littéraire hebdomadaire britannique qui paraît à Londres de 1817 à 1863.
Son nom complet est The Literary Gazette, and Journal of Belles Lettres, Arts, Sciences. La revue est fondée par Henry Colburn (en), qui en confie la direction éditoriale au journaliste William Jerdan (en). Celui-ci assure l'essentiel de la rédaction de 1817 jusqu'à sa retraite en 1850, et il en devient même propriétaire à son tour.
C'est une revue qui connaît un grand succès et exerce une influence sans précédent sur le milieu des belles lettres, surtout entre les années 1820 et la fin des années 18540. Son tirage atteint quatre mille exemplaires par semaine : les réputations des ouvrages parus se font et se défont rapidement selon les critiques que publie la Gazette.